# Rapporto di Strehl
Il rapporto di Strehl è una misura della qualità della formazione di un'immagine ottica, originariamente proposto dal fisico tedesco Karl Strehl nel 1895.
Viene utilizzato nelle situazioni in cui la risoluzione ottica risulta compromessa a causa dell'aberrazione o della turbolenza atmosferica. Il rapporto può assumere un valore compreso tra 0 e 1; un'ottica perfettamente priva di aberrazioni, avrebbe un rapporto di Strehl pari a 1.

## Definizione matematica
Il rapporto di Strehl {\displaystyle S} viene definito come il rapporto tra il picco di intensità dell'immagine aberrata da una sorgente puntiforme in confronto alla massima intensità ottenibile usando un sistema ottico ideale limitato soltanto dalla diffrazione legata all'apertura focale del sistema.
Il rapporto può anche venire espresso non in termini di picco di intensità, ma dell'intensità al centro dell'immagine (intersezione dell'asse ottico con il piano focale) per una sorgente posta sull'asse; in molti casi le due definizioni danno luogo a una figura simile, che diventa identica quando il picco di intensità si trova proprio al centro, per effetto di simmetria.
In base alla seconda definizione, il rapporto di Strehler {\displaystyle S} può essere calcolato in termini di {\displaystyle \delta (x,y)}, la distanza del fronte d'onda per una sorgente puntiforme posta sull'asse, comparata a quella prodotta da un sistema ideale di focalizzazione basato sull'apertura A(x,y). Usando la teoria della diffrazione di Fraunhofer, si calcola l'ampiezza dell'onda usando la trasformata di Fourier della funzione della pupilla aberrata valutata sul centro 0,0 del piano dell'immagine, dove i fattori di fase si riducono all'unità. Poiché il rapporto di Strehl si riferisce all'intensità, lo si ottiene dal quadrato della magnitudine dell'ampiezza, secondo la formula:
{\displaystyle S=|\langle e^{i\phi }\rangle |^{2}=|\langle e^{i2\pi \delta /\lambda }\rangle |^{2}}
dove i è l'unità immaginaria, {\displaystyle \phi =2\pi \delta /\lambda } è l'errore di fase sull'apertura alla lunghezza d'onda λ, e la media della funzione complessa tra le parentesi angolari è calcolata sull'apertura A(x,y).
Il rapporto di Strehl si può stimare usando solamente la statistica della deviazione di fase {\displaystyle \phi }, in base alla formula introdotta da Mahajan, ma conosciuta già in precedenza come equazione di Ruze:
{\displaystyle S\approx {e^{-\sigma ^{2}}}}
dove sigma (σ) è la radice quadratica media calcolata sull'apertura della fase del fronte d'onda:
{\displaystyle \sigma ^{2}=\langle (\phi -{\bar {\phi }})^{2}\rangle }.

## Utilizzi
Il rapporto viene comunemente utilizzato per stimare la qualità del seeing astronomico in presenza di turbolenza atmosferica e per valutare le prestazioni dei sistemi di correzione di un'ottica adattiva. Viene anche impiegato per la selezione delle immagini a breve esposizione utilizzate nella tecnica del lucky imaging per ridurre le aberrazioni.
In campo industriale, il rapporto di Strehl è divenuto un metodo comodo per sintetizzare le prestazioni di un progetto ottico, con costi e complessità contenuti, rispetto a un sistema teoricamente perfetto, ma con costi e complessità costruttive elevate, che avrebbe comunque una funzione di diffusione del punto finita. Il rapporto di Strehl fornisce un metodo semplice per decidere se un valore di 0,95 è accettabile in termini costo e prestazioni, o se occorre aumentare la complessità, e i conseguenti costi, per raggiungere livelli di 0,97-0,98.